# 3ABN
Three Angels Broadcasting Network (ou 3ABN) é uma rede de rádio e televisão cristã estadunidense, sem fins lucrativos, sediada em West Frankfort, Illinois. A rede está disponível nos Estados Unidos e em vários outros países. É um ministério não-denominacional independente; no entanto, apoia a missão da Igreja Adventista do Sétimo Dia.

## Programação
A 3ABN mantém vários subcanais distintos, separados por idioma e formato.
- 3ABN (o serviço principal, com uma mistura de programas de outros subcanais)
- 3ABN Proclaim! (televangelismo)
- 3ABN Radio Network
- 3ABN Radio Music Channel
- 3ABN Latino Network (rádio e televisão; em espanhol)
- 3ABN Russia (rádio e televisão; em russo)
- 3ABN Français Network (em francês)
- 3ABN International Network (transmissão simultânea parcial da 3ABN principal com alguma programação do Ministério Adventista do Sétimo Dia)
- 3ABN Dare to Dream Network ("estilo de vida cristão urbano")
- 3ABN Kids Network (programação infantil)
- 3ABN Praise Him Music Network (música de adoração)
- 3ABN Canada Network (transmissão simultânea parcial da 3ABN principal com alguma programação do ministério adventista produzida no Canadá)
- 3ABN Australia Radio Network
- 3ABN Plus (3ABN+) - transmissões ao vivo de todas as redes de televisão e rádio da 3ABN com vídeos sob demanda e outros conteúdos, com subscrição gratuita